# 場地規則二壘安打
場地規則二壘安打（英語：Ground rule double），又稱場地二壘安打，是棒球術語，指棒球在界內越過全壘打牆，但不是直接飛過，而是彈跳過去的狀況下，打者可以上到二壘，連跑都不用，記一次二壘安打，壘上的跑者各自推進兩個壘包，代表一壘跑者只能上三壘，二壘及三壘跑者可回本壘得分。

## 特殊情況
- 芝加哥小熊主場（瑞格利球場）：瑞格利球場的特色是它布滿常青藤的外野牆。每年賽季中常青藤茂密的時候，經常會有球被打入枝葉之中。這種情況下，外野手可以向裁判示意，裁判會根據情況判為場地二壘規則安打。（如果外野手選擇去找尋球，則打擊球員可以選擇繼續跑壘。）
- 坦帕灣光芒主場（純品康納室內球場）：當球被打到並卡在貓道上，依據是否出界來判斷。如果在界外，記一個好球；如果在界內，記一支場地二壘安打。